# Bell hooks
bell hooks, właśc. Gloria Jean Watkins (ur. 25 września 1952 w Hopkinsville, zm. 15 grudnia 2021 w Berea w stanie Kentucky) – amerykańska pisarka, poetka, feministka „trzeciej fali”, jedna z czołowych przedstawicielek czarnego feminizmu oraz feminizmu intersekcjonalnego.

## Życiorys
Edukację rozpoczęła w szkołach podlegających segregacji rasowej, przeżywając epokę desegregacji, a następnie studiowała na Uniwersytecie Stanforda oraz Uniwersytecie Wisconsin-Madison. W 1983 roku obroniła doktorat poświęcony Toni Morrison na Uniwersytecie Kalifornijskim w Santa Cruz. Wykładała na kilkunastu uniwersytetach w USA. Znalazła się na liście wyróżnionych przez tygodnik Times w plebiscycie "100 kobiet roku 2020".

## Problemy poruszane w twórczości
W książce Feminist Theory: From Margins to Center (1984, ISBN 0-89608-614-3) polemizuje z koncepcją feminizmu jako dążenia do równości kobiet i mężczyzn. Zwraca uwagę, że w podzielonym na klasy i przesiąkniętym rasizmem społeczeństwie wszyscy mężczyźni nie są równi, nie wiadomo więc, którym mężczyznom kobiety miałyby być równe. Problemem, z którym mierzy się feminizm, nie jest nierówność płci, lecz męska dominacja powiązana z dominacją rasową i ekonomiczną. Dlatego bell hooks proponuje wizję feminizmu jako ruchu społecznego na rzecz zniesienia ucisku ze względu na płeć. W ruchu tym biorą udział zarówno kobiety, jak i mężczyźni. Pozostaje on w sojuszu z innymi ruchami, walczącymi przeciw różnym formom ucisku i dominacji.
W Feminist Theory autorka zwraca uwagę na problemy metodologiczne liberalnego feminizmu białych kobiet z klasy średniej. Ostrze jej krytyki zostaje skierowane w książkę Mistyka kobiecości Betty Friedan, która ukazała się w 1963 roku i stanowiła jedną z najgłośniejszych form artykulacji tzw. problemu bez nazwy, czyli uwikłania kobiet z klasy średniej w obligacje związane z byciem żoną, panią domu i matką. Hooks zwraca między innymi uwagę na to, że dla wielu czarnych kobiet z niższych klas społecznych kariera „żony przy mężu” byłaby szczytem marzeń, co jest w jej książce tylko jednym z wielu przykładów dowodzących, że tak dla teorii, jak i dla praktyki społecznej właściwe rozpoznanie różnorodności ludzkich doświadczeń jest sprawą fundamentalną.
Choć hooks jest na ogół uważana za przedstawicielkę tzw. czarnego feminizmu, część badaczy(-ek) uważa, że ta kategoria nie wyczerpuje zagadnienia. Z perspektywy jej zaangażowania w konsekwentne łączenie teorii i praktyki za pomocą kategorii „doświadczenia” można zauważyć znaczące podobieństwo do wysiłków kontynuacji teorii krytycznej, nurtu zapoczątkowanego przez szkołę frankfurcką. Hooks używa kategorii „teoria krytyczna” tak w przytaczanej tu książce, jak i w artykułach opublikowanych po polsku: „Postmodernistyczna czerń” oraz „Margines jako miejsce radykalnego otwarcia”.
Hooks proponuje również nową definicję „siostrzeństwa”. Jej zdaniem nie wyraża ono „wspólnego interesu wszystkich kobiet”, gdyż coś takiego nie istnieje. Siostrzeństwo polega więc na budowaniu wspólnego ruchu przez osoby, które mają różne doświadczenia i interesy.